# Regionalliga Ouest-Sud-Ouest (1994-2000)
La Regionalliga West-Südwest (traduction: Ligue régionale Ouest/Sud-Ouest) fut une ligue allemande de football.
De 1994 à 2000, elle fut placée au 3e niveau (donc équivalent Division 3) de la hiérarchie du football allemande.
À partir de la saison 2000-2001, cette ligue fut dissoute.

## Histoire
À la suite de la réunification allemande de 1990, la DFB vit revenir un grand nombre de clubs de l'ex-RDA.
Afin d'intégrer toutes ces équipes dans sa hiérarchie, la Fédération allemande procéda par étapes. L'une d'elles fut la réorganisation du 3e niveau occupé depuis 1978 par les Oberligen (1974 pour les régions "Nord" et "Berlin").
À partir de la saison "1994-1995", le 3e étage de la pyramide devint la Regionalliga. Elle fut initialement partagée en quatre séries (Nord, Ouest/Sud-Ouest, Sud et Nord-Est). Et, hiérarchiquempent, elle se situa donc entre la 2. Bundesliga et les Oberligen.
Entre la saison 1994-1995 et la saison "1999-2000", la Regionalliga Süd regroupa les équipes localisées dans les Länder et/ou villes libres de Rhénanie-du-Nord-Westphalie, Rhénanie-Palatinat et Sarre.

### De 4 à deux séries
À partir de 2000, la DFB ramena la Regionalliga de 4 à 2 séries (Nord et Sud) et la Regionalliga West-Südwest fut dissoute.
La Regionalliga Nord accueillit alors les équipes du Land de Rhénanie-du-Nord-Westphalie. La Regionalliga Süd accueillit, de son côté, les équipes des Länder de Rhénanie-Palatinat et Sarre.

## Promotion / Relégation

### Montée
La promotion vers la 2. Bundesliga se fit selon différentes procédures.
Lors de la première et de la troisième saison, seul le champion de la Regionalliga Süd fut directement promu en 2. Bundesliga.
En "1995-1996", les deux premiers classés furent directement promus en 2. Bundesliga.
À partir de la saison "1997-1998", pendant les trois dernières saisons d'existence de la ligue, le champion fut promu directement alors que le vice-champion devait jouer un barrage à trois avec le vice-champion de la Regionalliga Süd, et le perdant d'un premier barrage entre les champions de la Regionalliga Nord et de la Regionalliga Nordost.

### Descente
Les clubs relégués descendirent dans la série "Oberliga" qui les concernait. Celle-ci pouvait être l'une des séries suivantes : 
- Oberliga Nordrhein (Niveau 4 de 1994 à 2008)
- Oberliga Südwest (Niveau 4 de 1994 à 2008)
- Oberliga Westfalia (Niveau 4 de 1994 à 2008)

## Palmarès
Les cases vertes et lettres grasses indiquent les clubs qui furent promus en 2. Bundesliga.
| Année | Champion               | Vice-champion       |
| ----- | ---------------------- | ------------------- |
| 1995  | DSC Arminia Bielefeld  | SC Verl             |
| 1996  | FC Gütersloh           | Rot-Weiß Essen      |
| 1997  | SG Wattenscheid 09     | Rot-Weiß Oberhausen |
| 1998  | Rot-Weiß Oberhausen    | Sportfreunde Siegen |
| 1999  | Aachener TSV Alemannia | Eintracht Trier     |
| 2000  | 1. FC Saarbrücken      | LR Ahlen            |